# کاینه
کاینه یکی از شخصیت‌های نیئا، بازی ویدئویی محصول سال ۲۰۱۰ است؛ این بازی یک اسپین‌آف از مجموعهٔ دریکن‌گارد می‌‎باشد که توسط کاویا توسعه‌یافته و توسط اسکوئر انیکس منتشر شده‌است. کاینه از شخصیت‌های اصلی و نیز همدم بازیکن در نیئا می‌باشد و در رسانه‌ها و کالاهای مرتبط به این بازی نقش پررنگی دارد.